# Cryptocarya exfoliata
Cryptocarya exfoliata är en lagerväxtart som beskrevs av C. K. Allen. Cryptocarya exfoliata ingår i släktet Cryptocarya och familjen lagerväxter. Inga underarter finns listade i Catalogue of Life.